# Eleições parlamentares europeias de 1995 (Suécia)
As eleições parlamentares europeias de 1995 na  Suécia realizaram-se em 17 de setembro, para escolher, pela primeira vez, os 22 deputados suecos do Parlamento Europeu.

## Resultados Nacionais
| Partido                 | Partido                  | Votos     | %               | Deputados |
| ----------------------- | ------------------------ | --------- | --------------- | --------- |
|                         | Partido Social-Democrata | 752 817   | 28,06 / 100,00  | 7 / 22    |
|                         | Partido Moderado         | 621 568   | 23,17 / 100,00  | 5 / 22    |
|                         | Partido Verde            | 462 092   | 17,22 / 100,00  | 4 / 22    |
|                         | Partido da Esquerda      | 346 764   | 12,92 / 100,00  | 3 / 22    |
|                         | Partido do Centro        | 192 077   | 7,16 / 100,00   | 2 / 22    |
|                         | Partido Popular Liberal  | 129 376   | 4,82 / 100,00   | 1 / 22    |
|                         | Os Democratas Cristãos   | 105 173   | 3,92 / 100,00   | 0 / 22    |
|                         | Lista de Sarajevo        | 26 875    | 1,00 / 100,00   | 0 / 22    |
|                         | Outros                   | 46 409    | 1,70 / 100,00   | 0 / 22    |
| Votos inválidos         | Votos inválidos          | 44 166    | 1,62 / 100,00   |           |
| Total                   | Total                    | 2 727 317 | 100,00 / 100,00 | 22 / 22   |
| Eleitorado/Participação | Eleitorado/Participação  | 6 551 781 | 41,63 / 100,00  |           |
| Fonte                   | Fonte                    | [ 1 ]     | [ 1 ]           | [ 1 ]     |